# Lorenzo Ghiberti

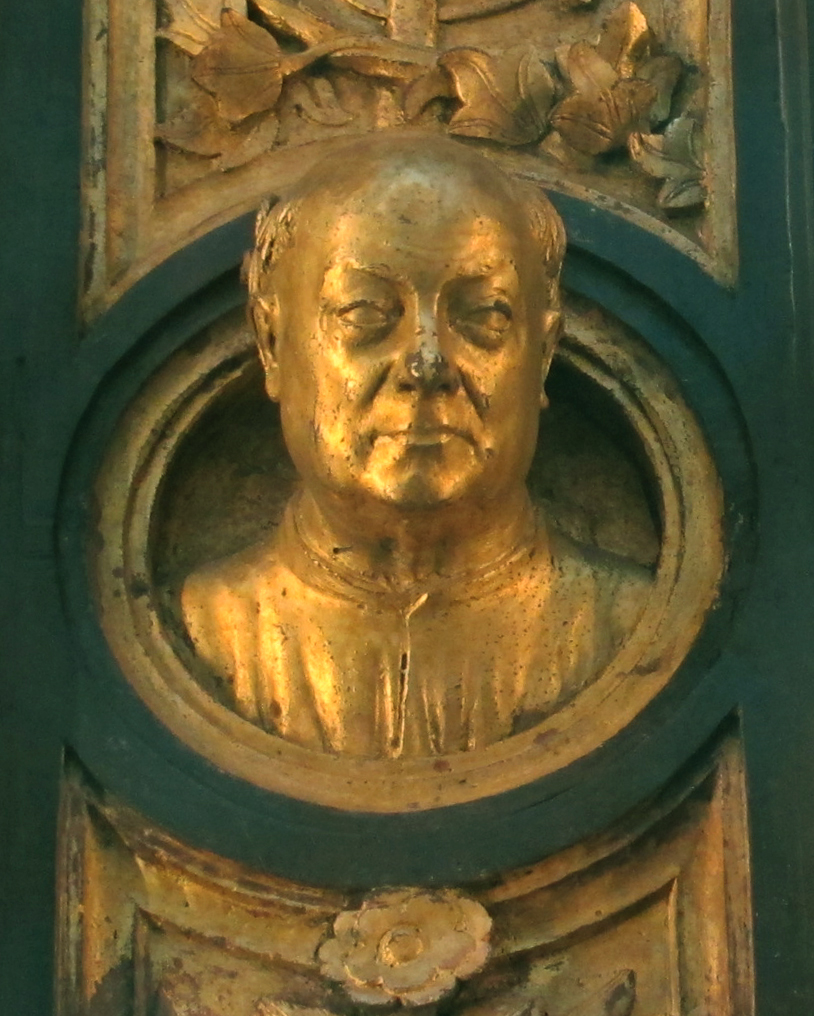
Lorenzo Ghiberti, Selbstporträt vom Ostportal des Baptisteriums San Giovanni, feuervergoldete Bronze, 1440er Jahre (?), Museo dell' Opera del Duomo, Florenz

Lorenzo Ghiberti (* um 1378 in Pelago; † 1. Dezember 1455 in Florenz), in zeitgenössischen Quellen auch Nencio di Bartolo bzw. Bartoluccio, war ein vor allem in Florenz aktiver Bildhauer, Goldschmied und Erzgießer. Seine berühmtesten Werke sind das Nordportal und die sogenannte Paradiespforte des Baptisteriums der Kathedrale von Florenz. Seine Schrift I Commentarii gehört neben Traktaten Cennino Cenninis und Leon Battista Albertis zu den ersten italienischen Abhandlungen zu Fragen der Kunst.

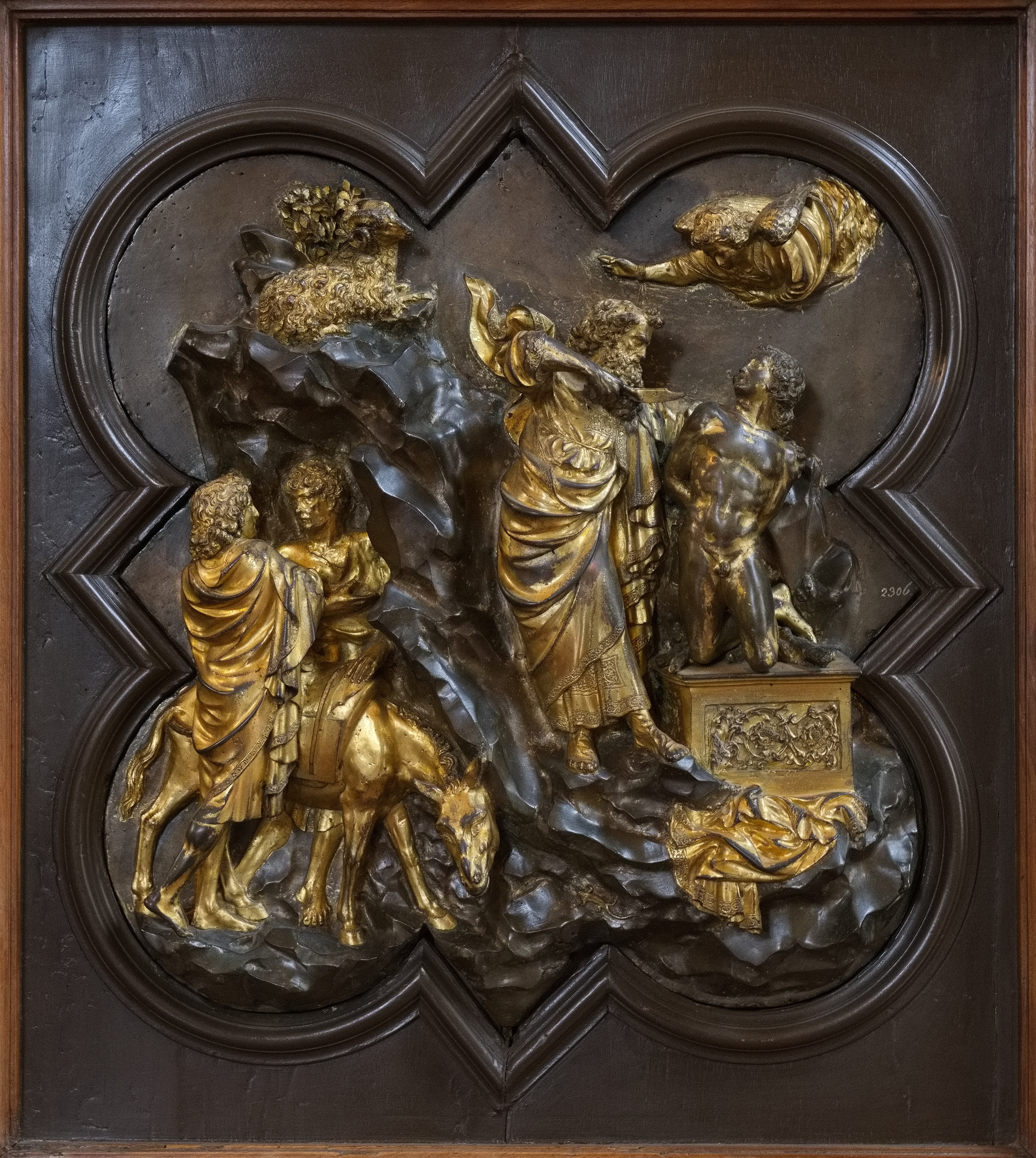
Lorenzo Ghiberti, Wettbewerbsrelief (mit der versuchten Opferung Isaaks durch seinen Vater Abraham), Bronze, zum Teil feuervergoldet, 1401, Bargello, Florenz

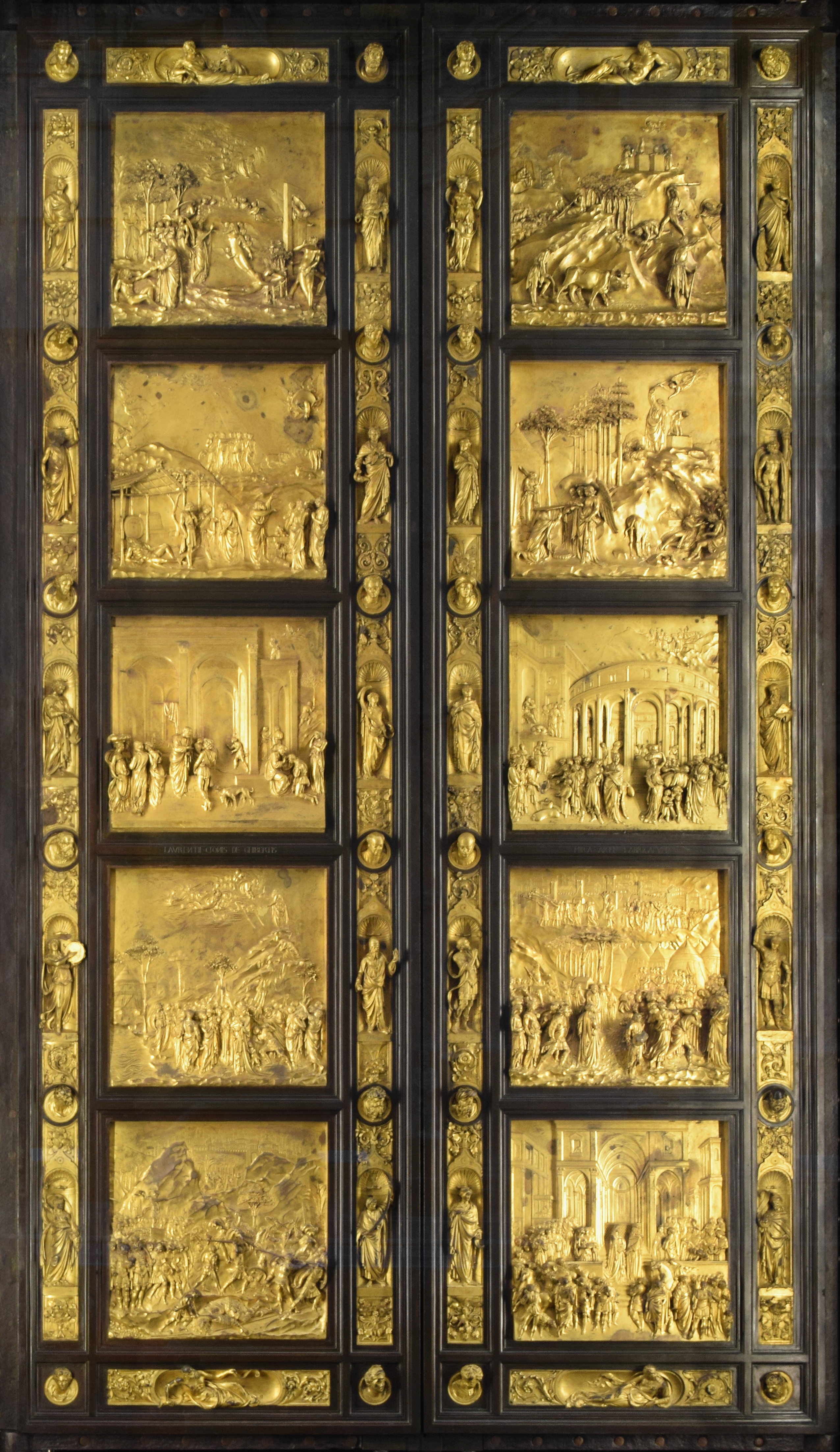
Ostportal des Baptisteriums San Giovanni (sog. Paradiestür), feuervergoldete Bronze, 1425–1452, Museo dell’Opera del Duomo, Florenz

## Leben und Werk
Lorenzo Ghiberti, in zeitgenössischen Quellen meist mit seinem Rufnamen Nencio bezeichnet, ging bei seinem Stiefvater, dem Goldschmied Bartolo Ghiberti in die Lehre und erlernte den autobiografischen Angaben in seinem Kunsttraktat zufolge parallel dazu auch die Malerei. Nach eigener Aussage floh er vor 1400 vor der Pest nach Pesaro und arbeitete dort für Malatesta IV. Malatesta.
Im darauffolgenden Jahr ging er nach Florenz und nahm dort am Wettbewerb um den Auftrag für eine zweite Bronzetür – die erste schuf Andrea Pisano – am Florentiner Baptisterium teil. Ghiberti konnte sich gegen seinen Mitbewerber Filippo Brunelleschi durchsetzen, dessen Entwurf material- und arbeitsaufwändiger war.
Die Arbeit am Portal dauerte von 1403 bis 1423. Es besteht aus insgesamt 28 teilweise feuervergoldeten Reliefs: 20 Reliefpanele zeigen Szenen aus dem Leben Jesu, in den unteren zwei Reihen sind die vier Evangelisten und vier Kirchenlehrer dargestellt. Alle Reliefs sind in Vierpässe eingefügt, die in der christlichen Bildtradition irdisches Geschehen rahmen. Damit war er (gezwungenermaßen) in der Anlage dem Rahmenwerk Andrea Pisanos folgt. Auch in der Größe der Figuren, die die Hälfte der Passdiagonale zu messen hatten, so wie die Konsolen und Architekturen die Seitenlänge des eingepassten Quadrats übernehmen, war Pisanos Werk Vorbild. Kompositorisch jedoch weigerten sich seine Reliefs darüber hinaus, auf ihre Rahmung einzugehen. Darin war Ghiberti vielleicht bewusst Taddeo Gaddi (einem Giotto-Schüler) gefolgt, dessen Tafeln für den Sakristeischrank von Santa Croce (1345) ebenso von Vierpässen gerahmt sind, diese aber völlig ignorieren, so dass die Bildmotive willkürlich angeschnitten erscheinen und die Rahmen wie Fenster wirken lassen. Eine ähnliche Diskrepanz zwischen überkommenen Rahmenwerk und avancierter Bildkomposition zeigt auch Gentile Fabrianos Anbetung der Könige für das Retabel der Strozzi-Kapelle in Santa Trinità (1423). Für die dortige, von Palla Strozzi finanzierte, Sakristei wird Ghiberti der Entwurf zugeschrieben.
Bald nach Beendigung der ersten Bronzetür erhielt er den Auftrag für die Gestaltung eines weiteren Portals, an dem er noch einmal 27 Jahre (1425 bis 1452) arbeitete. Nach seinem Tod führte sein Sohn Vittorio die Arbeit am Rahmenwerk weiter. Die Tür lobte Michelangelo mit den Worten „… sie ist würdig, die Pforte des Paradieses zu schmücken“. In zehn quadratischen Feldern sind Szenen aus dem Alten Testament dargestellt, eingerahmt von reicher Ornamentik mit zahlreichen Figuren (z. B. Putten und Köpfen, darunter er selbst neben seinem Sohn Vittorio).
Gemeinsam mit Filippo Brunelleschi, dem Architekten des gewaltigen Kuppelprojekts, war Ghiberti ab etwa 1420 Dombaumeister in Florenz.

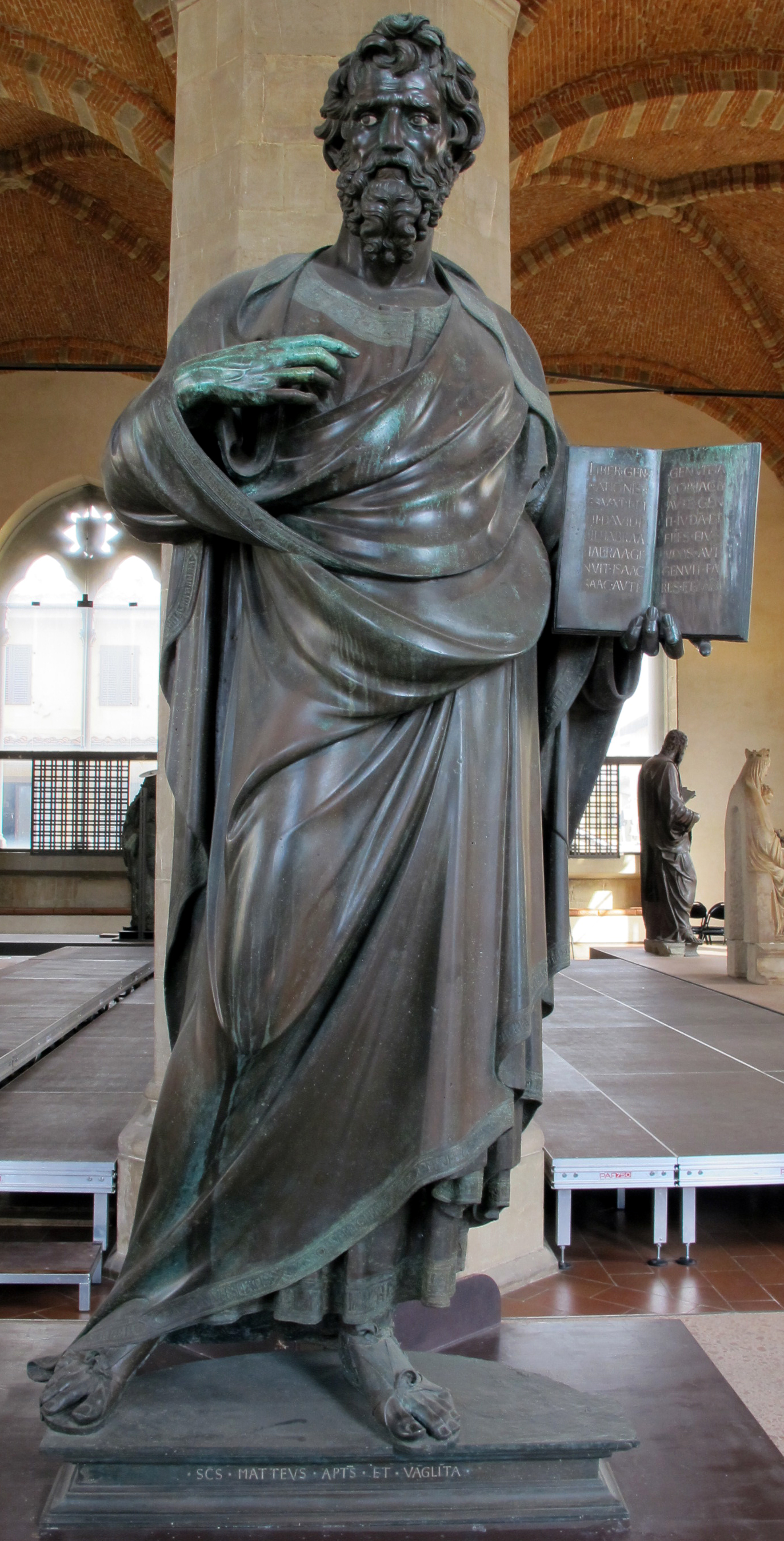
Hl. Matthäus (für die Nische der Arte del Cambio), Bronze, 1419–1422/1423, Orsanmichele (Museum)

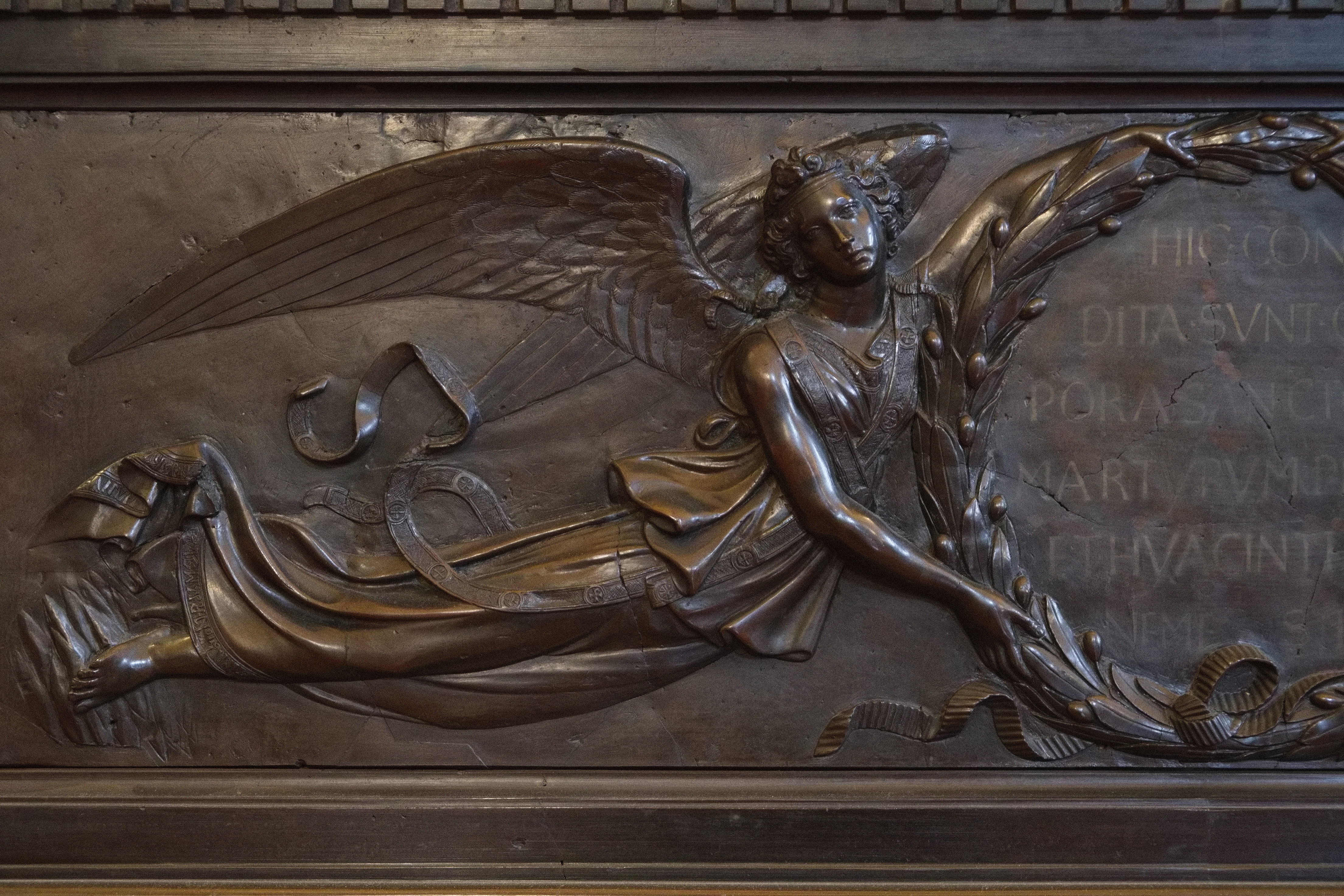
Reliquienschrein der heiligen Märtyrer Protus, Hyacinthus und Nemesius, 1428 (Detail), Bargello, Florenz

Um 1414 schuf er für die Nischen am Oratorium Orsanmichele die Bronzestatuen Johannes des Täufers und in den Jahren 1419 bis 1422 die des Matthäus und des heiligen Stephanus (vollendet 1428), die als die ersten nachantiken Großbronzen gelten. Aus jener Zeit stammen auch die Bronzereliefs für das Taufbecken von San Giovanni in Siena mit der Taufe Christi (1424) und Johannes der Täufer vor Herodes (1427), sowie die Grabplatten des Leonardo Dati in Santa Maria Novella und des Ludovico degli Albizzi in Santa Croce in Florenz. 1428 fertigte Ghiberti den Reliquienschrein der heiligen Märtyrer Protus, Hyacinthus und Nemesius und um 1440 den mit Reliefs verzierten Sarkophag des heiligen Zenobius für den Florentiner Dom. Neben zwei kleinen Glocken für die Sakristei, die Ghiberti 1445 goss, zeichnete er auch Entwürfe für einige Bleiglasfenster des Doms. Für die Kathedrale von Arezzo entstanden ebenfalls mehrere Fensterentwürfe.
Lorenzo Ghiberti starb am 1. Dezember 1455 im Alter von fast 77 Jahren in Florenz. Sein Sohn Vittorio (1416–1496) führte seine Werkstatt weiter.
Die Ghiberti-Werkstatt war wegen ihrer prominenten Aufträge und gerade des mit der Herstellung der beiden Bronzeportale verbundenen Aufwands eine wichtige Ausbildungsstätte für Künstler, aus der u. a. Donatello, Michelozzo, Masolino, Paolo Uccello und Benozzo Gozzoli hervorgingen.
Lorenzo Ghiberti war vielseitig interessiert. Als einer der ersten Künstler besaß er nachweislich auch eine Antikensammlung; das Inventar wurde 2019 von der Kunsthistorikerin Doris Carl publiziert.

## I Commentarii
Ghiberti verfasste in den 1450er Jahren den in drei Bücher unterteilten Traktat I Commentarii, der wertvolle Betrachtungen über Kunst und Künstler von der Antike bis zum 15. Jahrhundert enthält sowie kunsttheoretische Gedanken formuliert. Der Traktat kopierte im ersten Teil in erster Linie aus der Naturgeschichte von Plinius dem Älteren mit eigener Gewichtung, jedoch auch, wie der Kunsthistoriker Julius von Schlosser 1912 schrieb, „zahllosen Mißverständnissen“.
Der zweite und kürzeste Teil beruht auf der eigenen Erfahrung Ghibertis und bezeugt damit seine Denkweise und sein Kunstverständnis besser als die kompilierten Informationen aus antiken und mittelalterlichen Texten der anderen Teile. Er beschreibt die Werke toskanischer Künstler seit Cimabue bis zum Anfang des 15. Jahrhunderts. Er erzählt von Giotto, Stefano Fiorentino, Taddeo Gaddi, Maso di Banco, Bonamico (Buffalmacco), Pietro Cavallini aus Rom und Andrea Orcagna. Er ergänzt die vornehmlich Florentiner Riege mit Vertretern der Sieneser Schule, bei der er Ambrogio Lorenzetti ganz besonders heraushebt, aber auch Simone Martini, Barna da Siena und Duccio di Buonisegna nennt. Neben dem bereits erwähnten Orcagna werden unter den Bildhauern nur Giovanni Pisano, Andrea Pisano und der nicht identifizierbare deutsche (oder flämische) Goldschmied Gusmin genannt. Er schließt mit einer Beschreibung seiner eigenen Werke.
Der dritte und mit vier Fünfteln des Gesamttextes der gewichtigste Teil des Werkes ist unvollendet geblieben und kam über eine unstrukturierte Quellensammlung kaum hinaus. Er sollte ein Grundlagenwerk zur Kunst werden. Der Text sollte neben einer Maßlehre des menschlichen Körpers auch Überlegungen zur Optik und Perspektive enthalten. Ghiberti rezipierte hierfür unter anderem Schriften Alhazens, Roger Bacons, Johannes Peckhams und Witelos.

### Ausgaben und Übersetzungen derCommentarii
- Lorenzo Ghibertis Denkwürdigkeiten (I Commentarii). Zum ersten Male nach der Handschrift der Biblioteca Nazionale in Florenz vollständig herausgegeben und erläutert von Julius von Schlosser. 2 Bde. Julius Bard, Berlin, 1912.
- Lorenzo Ghibertis Denkwürdigkeiten. Zum ersten Mal ins Deutsche übertragen von Julius Schlosser, Julius Bard, Berlin, 1920 (gekürzte Fassung).
- Klaus Bergdolt: Der Dritte Kommentar Lorenzo Ghibertis. Naturwissenschaften und Medizin in der Kunsttheorie der Frührenaissance. Eingeleitet, kommentiert und übersetzt. VCH, Acta Humaniora, Weinheim 1989, ISBN 3-527-17610-1 (Zugleich: Heidelberg, Universität, Dissertation, 1986).
- Lorenzo Ghiberti: I Commentarii (= Biblioteca della Scienza Italiana. Bd. 17). Hrsg. von Lorenzo Bartoli. Giunti, Florenz 1998, ISBN 88-09-21280-0 (italienisch).

### Forschungsliteratur
- Julius von Schlosser: Lorenzo Ghiberti (= Künstlerprobleme der Frührenaissance 3–5 = Akademie der Wissenschaften in Wien, Philosophisch-Historische Klasse. Sitzungsberichte 215, 4, ISSN 1012-487X). Hölder-Pichler-Tempsky AG, Wien 1934.
- Leo Planiscig: Lorenzo Ghiberti. Anton Schroll, Wien, 1940.
- Julius von Schlosser: Leben und Meinungen des florentinischen Bildners Lorenzo Ghiberti. Prestel, München 1941.
- Richard Krautheimer, Trude Krautheimer-Hess: Lorenzo Ghiberti (= Princeton Monographs in Art and Archaeology. Bd. 31, ZDB-ID 419074-9). Princeton University Press, Princeton NJ 1956 (englisch).
- Janice L. Hurd: Lorenzo Ghiberti's second Commentary in context: with a new transcription, english translation, and commentary (Diss. 1970). Scarborough, Maine 2022, ISBN 979-82-1800864-2 (englisch).
- Lorenzo Ghiberti nel suo tempo (atti del convegno internazionale di studi; Firenze, 18 – 21 ottobre 1978) (2 Bde.). Olschki, Florenz 1980, ISBN 88-222-2965-7. (englisch, französisch und italienisch)
- Alexander Perrig: Lorenzo Ghiberti, die Paradiestür. Warum ein Künstler den Rahmen sprengt (= Fischer-Taschenbuch, 3925, Kunststück). Fischer-Taschenbuch-Verlag, Frankfurt am Main 1987, ISBN 3-596-23925-7.
- Joachim Poeschke: Die Skulptur der Renaissance in Italien. Band 1: Donatello und seine Zeit. Hirmer, München 1990, ISBN 3-7774-5360-9, S. 61–62.
- Diane Finiello Zervas: Lorenzo Monaco, Lorenzo Ghiberti, and Orsanmichele: Part I. In: The Burlington Magazine. Band 133, Nr. 1064, 1991, S. 748–759 (englisch).
- Diane Finiello Zervas: Lorenzo Monaco, Lorenzo Ghiberti and Orsanmichele: Part II. In: The Burlington Magazine. Band 133, Nr. 1065, 1991, S. 812–819 (englisch).
- Hanno Rautenberg: Die Konkurrenzreliefs: Brunelleschi und Ghiberti im Wettbewerb um die Baptisteriumstür in Florenz (Diss. 1996). Münster 1996, ISBN 3-8258-2738-0.
- Ghiberti, Lorenzo. In: Mario Caravale (Hrsg.): Dizionario Biografico degli Italiani (DBI). Band 53: Gelati–Ghisalberti. Istituto della Enciclopedia Italiana, Rom 1999 (italienisch).
- Aldo Galli: Lorenzo Ghiberti. Gruppo Editoriale L’Espresso, Rom, 2005 (italienisch).
- Timothy Verdon (Hrsg.): La Porta d'oro del Ghiberti: atti del ciclo di conferenze, Firenze, 20 novembre 2012–4 giugno 2013. Mandragora, Florenz 2014, ISBN 978-88-7461-249-9 (italienisch).
- Annamaria Giusti (Hrsg.): Il Paradiso ritrovato: il restauro della porta del Ghiberti. Mandragora, Florenz 2015, ISBN 978-88-7461-247-5 (italienisch).
- Amy R. Bloch: Lorenzo Ghiberti’s Gates of Paradise. Humanism, History, and Artistic Philosophy in the Italian Renaissance. Cambridge University Press, New York, 2016 (englisch).
- Fabian Jonietz, Wolf-Dietrich Löhr und Alessandro Nova (Hrsg.): Ghiberti teorico: natura, arte e coscienza storica nel Quattrocento. Officina Libraria, Mailand, 2019, ISBN 978-88-3367-076-8 (deutsch, englisch und italienisch).

### Belletristik
- Ernst A. Hagen: Künstlergeschichten, Band 1 und 2, Die Chronik seiner Vaterstadt Florenz von Lorenz Ghiberti, Brockhaus, Leipzig, 1833 (der Roman orientiert sich an Giorgio Vasaris Lebensbeschreibungen)